# Гесс, Эрнст Мориц
Эрнст Мориц Гесс (нем. Ernst Moritz Hess; 1890 — 1983) — командир Гитлера во время Первой мировой войны.

## Биография
Родился в Гельзенкирхене в еврейской семье (все 4 дедушки и бабушки были евреями), был крещён в протестанты. Жил в Дюссельдорфе.
С началом Первой мировой войны служил в 16-м баварского резервном пехотного полку, где с начала августа 1914 года также служил добровольцем Адольф Гитлер. С 21 по 29 июня 1916 года он был командиром 3-й роты. Гитлер служил там же и формально Гесс был его командиром, хотя в реальности Гитлер подчинялся штабу полка. Гесс был ранен в битве на Сомме за день до Гитлера, и, по мнению историка Томаса Вебера, автора книги «Hitlers Erster Krieg» есть основания считать, что они вместе лечились после ранения в одной больнице.
Гесс воевал на фронте во Фландрии, в октябре 1914 года получил тяжёлое ранение, впоследствии ещё раз был ранен. В 1918 году получил звание оберлейтенанта. Несколько раз награждался, в том числе Железным крестом I класса и Баварским орденом «За военные заслуги».
В межвоенный период занимался адвокатской практикой, был судьёй в Дюссельдорфе. В 1936 году, после принятия Нюрнбергских законов, был уволен с государственной службы и был избит антисемитами.
Эмигрировал со своей семьёй в Италию и поселился в Больцано, чтобы избежать преследований нацистов. В 1940 году Гесс, безуспешно добивавшийся разрешения на въезд в Швейцарию, был выслан из Италии вместе со своей семьей и вынужден был вернулся в Германию. Как бывшему командиру фюрера ему 27 августа 1940 года была временно предоставлена защита и некоторые привилегии. Но в середине 1941 года привилегии были аннулированы, и остаток войны он провел на подневольных работах, его сестра была убита в Освенциме, и лишь его матери удалось бежать в Швейцарию в 1945 году.
После войны работал в управлении железной дорогой.